# Polimorfismos de longitud de fragmentos de restricción

Principio de la técnica de RFLP. Donde diferentes alelos alteran el sitio de corte de las enzimas de restricción, lo que lleva a cadenas de longitud diferente.

La Técnica de Polimorfismos de longitud de fragmentos de restricción, más conocida como RFLP (del inglés: Restriction Fragment Length Polymorphism) es una técnica de biología molecular que nos permite detectar fragmentos de ADN de diferentes longitudes. La técnica fue desarrollada por Sir Alec Jeffreys en 1985.
Actualmente la técnica es obsoleta, pero su uso fue amplio durante muchos años por lo económica y exacta.

## Fundamento
Esta técnica se basa en la acción de las enzimas de restricción, las cuales reconocen secuencias específicas de nucleótidos del ADN y hacen un corte en la cadena.
Si exponemos dos cadenas que tengan diferentes alelos, el corte de la misma enzima nos va a producir fragmentos de ADN de diferentes longitudes. Ya que los polimorfismos específicos de cada alelo modificarán el reconocimiento por parte de la enzima y por ende, su capacidad de corte.

## Uso
En combinación con la electroforesis en gel o Southern Blot se pueden apreciar patrones de bandeo diferenciales entre individuos según los alelos que presenten.

### Uso en análisis de variantes
El uso del RFLP se desarrolló en la Genética forense. Pero su aplicación se ha extendido a pruebas de paternidad y diagnóstico de enfermedad hereditarias.

Al hacer un bandeo de RFLP en personas heterocigotas, vamos a encontrar un patrón mixto dada por las dos copias (alelos) del gen

Si sabemos el patrón de bandeo de un parental y lo contrastamos esta información con los patrones de los hijos podremos establecer relaciones de paternidad. Por ejemplo, si los padres son heterocigótos van a presentar un patrón de bandeo mixto (cada copia del gen se cortará de manera diferente). Al examinar el patrón de bandeo de los hijos encontraremos patrones de los dos homocigótos y heterocigótos (Véase: Cuadros de Punett).
El mismo principio se puede usar para análisis forenses, donde se puede hacer un patrón de bandeo de diferentes sospechosos para compararlos con una muestra obtenida en la escena del crimen.

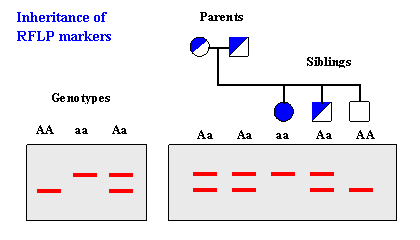
Herencia de marcadores RFLP y su uso en pruebas de paternidad

### Diagnóstico de enfermedades hereditarias
Cuando un RFLP normalmente se asocia con una enfermedad de origen genético, la presencia o ausencia de éste puede usarse a modo de consejo sobre el riesgo de desarrollar o transmitir la enfermedad.
La suposición es que el gen en el que los investigadores están realmente interesados está localizado tan cerca del RFLP que su presencia puede servir como indicador de la alteración en el gen. A veces, un RFLP en particular puede estar asociado con el alelo sano.
Las pruebas más útiles para tales análisis son las asociadas a una única secuencia del DNA; esto es, una secuencia que está presente en un solo lugar del genoma. A menudo, este DNA presenta una función que es desconocida. Esto puede ser de ayuda si ha mutado libremente sin dañar al individuo.
Por ejemplo, cada persona que heredó el alelo RFLP 2 tuviera también cierto desorden heredado, y ninguno de los que carecieran del alelo tuviera la afección, deduciríamos que el gen de la enfermedad está ligado de manera muy próxima al RFLP. Si los padres decidieran tener otro hijo, un test prenatal podría revelar si el niño presentaría la enfermedad.

## Procedimiento
Se extrae el ADN y se purifica. El ADN purificado puede ser amplificado usando la técnica molecular Reacción en cadena de la polimerasa o PCR (del inglés Polymerase Chain Reaction).
Luego debe ser tratado con enzimas de restricción específicas para producir fragmentos de ADN de diferentes longitudes. Estas enzimas de restricción hacen un proceso de digestión restrictiva en el cual reconocen cortas secuencias específicas en el ADN donde cortan formando fragmentos de distintas longitudes.
Los fragmentos de restricción se separan mediante electroforesis en geles de agarosa a través del cual se separan debido a un campo eléctrico y su disociación obedece a la masa o a la carga eléctrica de las muestras según la técnica utilizada. Posteriormente se puede realizar un Southern Blot para hibridar y marcar las cadenas obtenidas. Esto proporciona un patrón de bandas que es único para un ADN en particular debido a la diferencia en las secuencias del ADN en los individuos donde los sitios de restricción varían.